# Masainas
Masainas – miejscowość i gmina we Włoszech, w regionie Sardynia, w prowincji Sud Sardynia. Graniczy z Giba, Piscinas, Sant'Anna Arresi i Teulada.
Według danych na rok 2004 gminę zamieszkiwało 1479 osób, 67,2 os./km².